# Giuseppe Bertoja

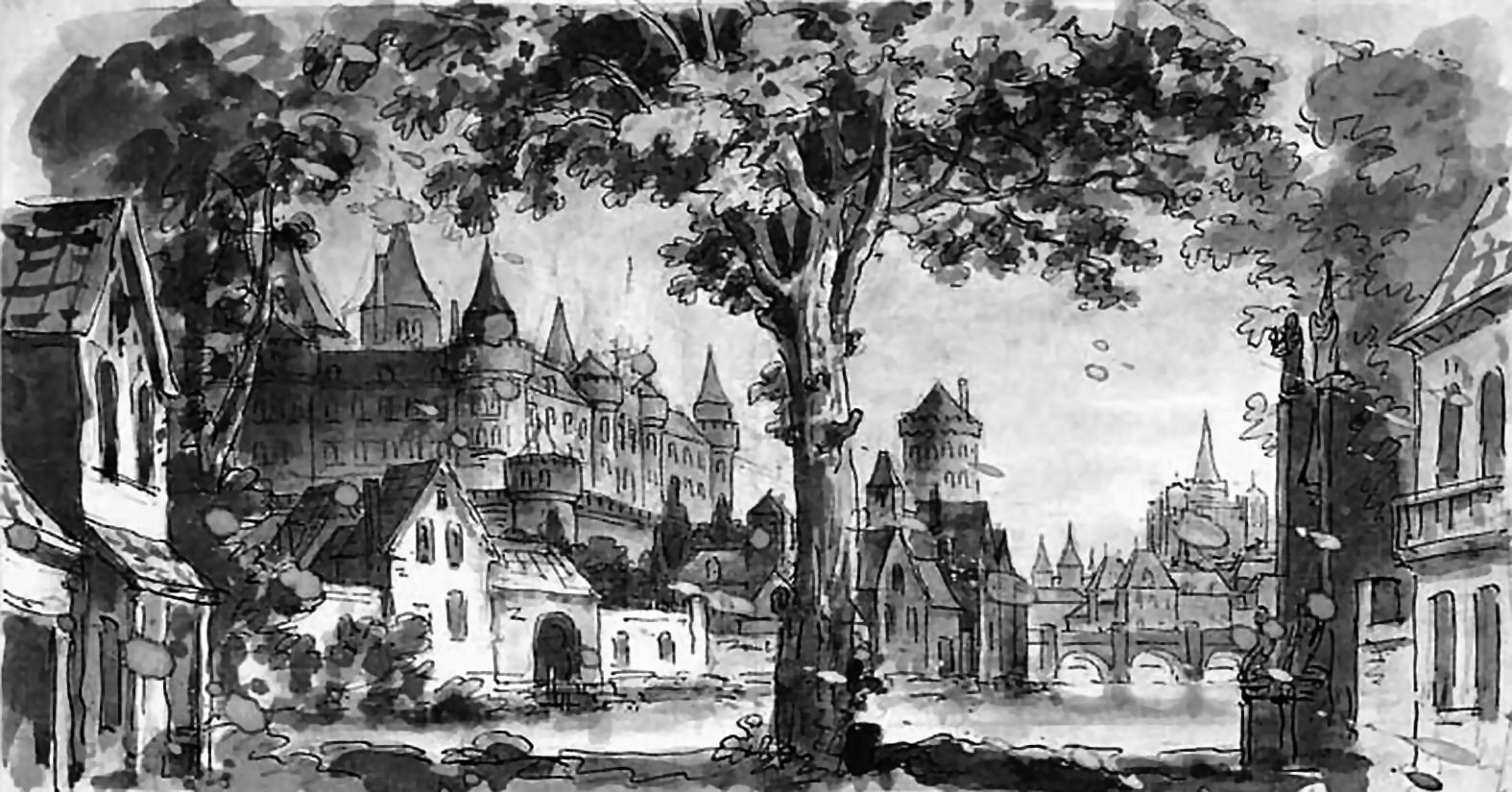
Gli Ugonotti di Meyerbeer. Scenografia di Giuseppe Bertoja.

Giuseppe Bertoja (Venezia, 8 giugno 1803 – Venezia, 21 febbraio 1873) è stato uno scenografo e imprenditore italiano.

## Biografia
Fu uno dei maggiori scenografi assieme al figlio Pietro della gloriosa scuola veneziana.
Figlio di Valentino Bertoja noto violoncellista nell’orchestra del Teatro La Fenice e successivamente impresario di spettacoli lirici.
Giuseppe imparò fin da subito dove il suo maestro fu grande scenografo dell’epoca Francesco Bagnara con il quale collaborò  ma non poté fare figurare il suo nome fino a quando Bagnara lasciò la scenografia per dedicarsi all’insegnamento all'Accademia di Belle Arti di Venezia. 

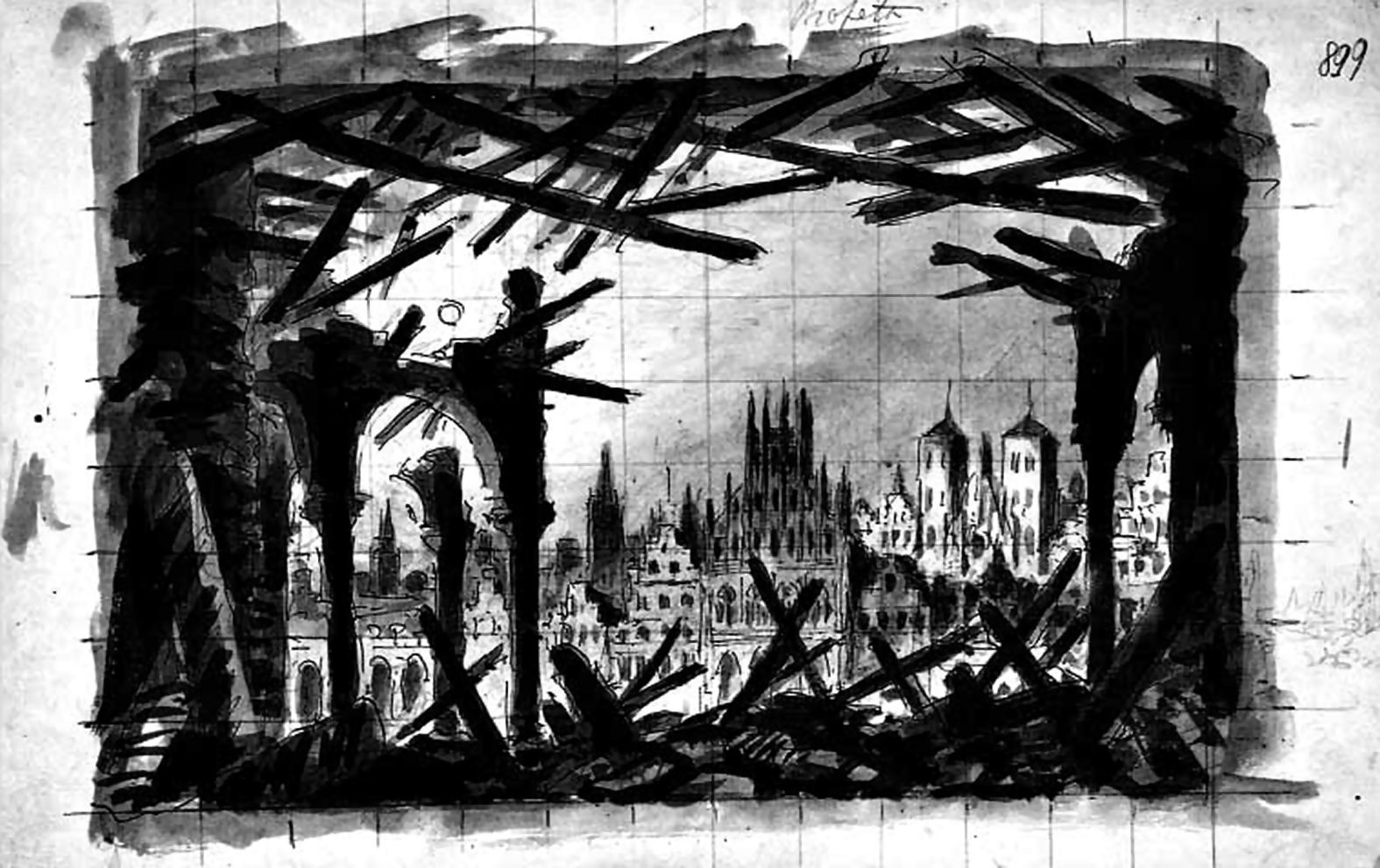
Il profeta di Giacomo Meyerbeer. Scenografia di Giuseppe Bertoja

A soli 15 anni aveva realizzato i disegni delle scene per il debutto di Donizetti “Enrico di Borgogna” al Teatro di San Luca (successivamente ribattezzato Teatro Carlo Goldoni) nel 1818. Grazie alle sue doti la sua carriera spiccò il volo e in breve tempo divenne lo scenografo di fiducia dei maggiori autori d’opera come Rossini, Donizetti, Mercadante, Pacirti, Bellini e Nicolai. Seppur di base a Venezia allora sotto l'impero Asburgico era chiamato a collaborare nei vari teatri d'Italia.
Iniziò una proficua collaborazione con Giuseppe Verdi e realizzò 20 allestimenti con 6 prime assolute. Bisogna altresi citare la prima assoluta de La Traviata al Teatro La Fenice il 6 marzo 1853 allestita sempre dal Bertoja.
Colorista vivace e gradevole, fu fertile di idee anche come scenotecnico. Grazie alla sua capacità di toccare i vertici dell'espressione ambientale e interpretare i momenti salienti dell'azione e della musica, si preoccupava altresì di suscitare negli spettatori, oltre alla illusione di una realtà poetica, anche il senso di una pittoresca realtà obiettiva. La sua arte si muoveva così fra gli estremi di un realismo paesistico e di un verismo storico nutrito da una esemplare conoscenza degli stili e del costume di ogni epoca e di ogni civiltà.

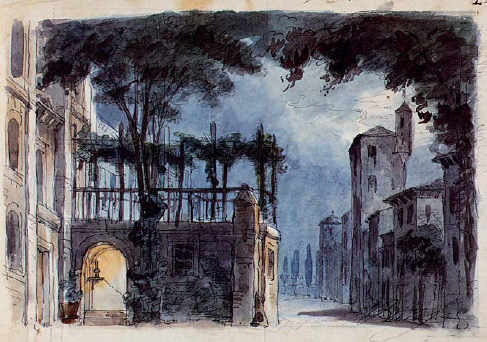
Rigoletto prima assoluta atto 1

Assieme al figlio Pietro incomincio’ a girare per i vari teatri italiani tra cui il Teatro Regio di Torino e il Teatro la Scala di Milano solo per citarne alcuni.  Anche il figlio Pietro Bertoja raccolta l'eredità paterna, divenne un famoso scenografo.
Si ritirò a vita privata nella sua Venezia nel 1871 e vi morì 2 anni dopo. 
Giuseppe Bertoja allestì le seguenti prime assolute di Giuseppe Verdi:
- Aroldo Attila
- Don Carlo
- Un ballo in maschera
- I due Foscari
- Ernani
- La forza del destino
- Gerusalemme
- I Lombardi alla prima crociata
- Luisa Miller
- Macbeth
- I masnadieri
- Nabucco
- Oberto
- Rigoletto
- Simon Boccanegra
- Stiffelio
- La traviata